# Candidatura de Roma para os Jogos Olímpicos de Verão de 2020
A cidade de Roma foi indicada em 19 de maio de 2010 para sediar os Jogos Olímpicos de Verão de 2020. Em 14 de fevereiro de 2012, um dia antes de apresentar as garantias governamentais ao COI, a candidatura de Roma foi reprovada pelo primeiro-ministro italiano Mario Monti, ocasionando a exclusão da cidade europeia da disputa pelos Jogos Olímpicos de Verão de 2020.